# Віллем Джексон
Віллем Джексон (англ. Willem Jackson; нар. 26 березня 1972, Блумфонтейн) — південноафриканський футболіст, що грав на позиції захисника за клуби «Блумфонтейн Селтік», «Орландо Пайретс» та «Сілвер Старс», а також національну збірну ПАР.

## Клубна кар'єра
У дорослому футболі дебютував 1990 року виступами за команду клубу «Блумфонтейн Селтік», в якій провів п'ять сезонів, взявши участь у 139 матчах чемпіонату.  Більшість часу, проведеного у складі «Блумфонтейн Селтіка», був основним гравцем захисту команди.
Своєю грою за цю команду привернув увагу представників тренерського штабу клубу «Орландо Пайретс», до складу якого приєднався 1996 року. Відіграв за команду з передмістя Йоганнесбурга наступні вісім сезонів своєї ігрової кар'єри.
З 2004 року захищав кольори команди клубу «Сілвер Старс», у якій так і завершив свою професійну кар'єру (на той час команда вже носила назву «Платинум Старс»).

## Виступи за збірну
1997 року дебютував в офіційних матчах у складі національної збірної ПАР. Протягом кар'єри у національній команді, яка тривала 5 років, провів у формі головної команди країни 17 матчів.
У складі збірної був учасником розіграшу Кубка конфедерацій 1997 року в Саудівській Аравії, Кубка африканських націй 1998 року в Буркіна Фасо, де разом з командою здобув «срібло», а також чемпіонату світу 1998 року у Франції (два з трьох матчів групового етапу).

## Титули і досягнення
- Срібний призер Кубка африканських націй: 1998